# جوب كينهويس
جوب كينهويس (بالهولندية: Job Kienhuis)‏ (مواليد 7 نوفمبر 1989) هو سبّاح هولندي، مثّل بلاده في الألعاب الأولمبية الصيفية 2012.

## روابط خارجية
جوب كينهويس على موقع الاتحاد الدولي للسباحة (الإنجليزية)
- جوب كينهويس على موقع SwimRankings.net (الإنجليزية)
- جوب كينهويس على موقع أوليمبيديا (الإنجليزية)